# Sportcomplex De Bezelhorst
Sportcomplex De Bezelhorst is de thuisbasis van De Graafschap Jeugd en de trainingslocatie van het eerste elftal van De Graafschap. Het sportcomplex bevat drie velden en een kunstgrasveld. Het is gelegen naast het het complex van VV Doetinchem. Verder is er de atletiekbaan van atletiekvereniging AV Argo. Het complex heeft vier kleedkamers, een medische ruimte en kantoren voor de trainers en staf. Ook is er een kantine.
De Aftrap (ADO Den Haag) ·
De Toekomst (Ajax) ·
AFAS Trainingscomplex (AZ) ·
1908 (Feyenoord) ·
De Bezelhorst (De Graafschap) ·
Corpus den Hoorn (FC Groningen) ·
Sportpark Skoatterwâld (sc Heerenveen) ·
Erve Asito (Heracles Almelo) ·
De Gaard (NAC Breda) ·
De Eendracht (N.E.C.) ·
Stadioncomplex PEC Zwolle (PEC Zwolle) ·
PSV Campus De Herdgang (PSV) ·
Kaalheide (Roda JC) ·
FC Twente-trainingscentrum (FC Twente) ·
Sportcomplex Zoudenbalch & FC Utrecht Topsportcentrum (FC Utrecht) ·
Sportcentrum Papendal (Vitesse) ·
Sportcomplex Willem II (Willem II)